# Eduardo Fernández Meyzán
Eduardo «Lolín» Fernández Meyzán (San Vicente de Cañete, 30 de abril de 1923-Lima, 27 de noviembre de 2002) fue un futbolista peruano que jugaba como delantero. Fue hermano de Teodoro Fernández Meyzán, máximo ídolo de Club Universitario de Deportes.

## Trayectoria
Eduardo Fernández nació el 30 de abril de 1923 en la Hacienda Hualcará en la localidad de San Vicente de Cañete. Fue uno de los ocho hijos que tuvieron el matrimonio formado por Don Tomás Fernández Cisneros (administrador de la hacienda) y Doña Raymunda Meyzán (ama de casa). Estudió primaria en la Escuela Fiscal No.1510 de Hualcará, tras pasar casi toda su niñez en Cañete, fue enviado a Lima para que continuara con sus estudios en el Colegio Nacional Nuestra Señora de Guadalupe.
En 1939, cuando contaba con 16 años, gracias a la lesión de Enrique Quiñonez, Lolín tuvo la oportunidad de debutar con Universitario de Deportes frente al Atlético Córdova, marcando dos de los cuatro goles con que ganó la «U» (los otros dos los hizo su hermano Lolo). Vistió la casaquilla crema hasta 1946, al año siguiente viajó a Argentina para incorporarse al Vélez Sarsfield. En 1952 regresó al Perú para jugar nuevamente por la «U» y luego por el Sport Boys. Se retiró del fútbol profesional el año siguiente, en 1953, jugando por el Atlético Chalaco. Posee el récord de ser el futbolista con más goles marcados en un partido por el superclásico del fútbol peruano (Seis goles en la victoria por 6:2 sobre Alianza Lima el 14 de abril de 1946).

## Clubes
| Club                      | País      | Año         |
| ------------------------- | --------- | ----------- |
| Universitario de Deportes | Perú      | 1939 - 1946 |
| Vélez Sarsfield           | Argentina | 1947 - 1950 |
| Universitario de Deportes | Perú      | 1950 - 1951 |
| Sport Boys                | Perú      | 1952        |
| Atlético Chalaco          | Perú      | 1953        |

## Palmarés

### Campeonatos nacionales
| Título                       | Club                      | País | Año  |
| ---------------------------- | ------------------------- | ---- | ---- |
| Campeonato Peruano de Fútbol | Universitario de Deportes | Perú | 1941 |
| Campeonato Peruano de Fútbol | Universitario de Deportes | Perú | 1945 |
| Campeonato Peruano de Fútbol | Universitario de Deportes | Perú | 1946 |

## Curiosidades
El trío de hermanos Fernández Meyzán, conformado por Arturo, Eduardo y Teodoro, fueron los primeros familiares en obtener un título en Universitario de Deportes. Arturo y Lolo celebraron juntos seis títulos. En 1934 y 1939 como compañeros de equipo, luego en 1941, 1945, 1946 y 1949 Arturo festejó como entrenador, mientras que Teodoro continuaba haciéndolo desde el gramado de juego. Eduardo, también fue partícipe de tres campeonatos al lado de sus carnales, en los años de 1941, 1945 y 1946.